# Döner kebab no mundo

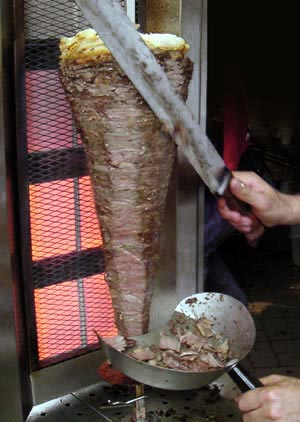
A carne do döner é fatiada de um espeto giratório. Atrás dele, a grelha a gás, utilizada para assar a carne.

Döner kebab (em turco: döner kebap, literalmente "espeto giratório") é um prato nacional turco, feito de carne assada num espeto vertical e fatiada antes de ser servida. A carne pode ser de cordeiro, carneiro, bovina, caprina ou frango. Alguns dos nomes alternativos também utilizados para o prato, muito comum em todo o Oriente Médio e na região européia dos Bálcãs, são kebab, donair, döner, ντονερ, doner ou donner. O döner kebab também está relacionado a diversos outros pratos similares das culturas vizinhas, como o shawarma e o gyros. Uma versão desenvolvida para agradar o gosto dos alemães, feita por imigrantes turcos residentes em Berlim, tornou-se uma das fast-foods mais populares da Alemanha, e muitos expatriados turcos exportam os döners "alemães" de volta para seu país natal.

## Austrália
Na Austrália, os kebabs são muito populares e são vistos como uma alternativa saudável em comparação com os McDonald's ou KFC´s. Os Kebabs foram introduzidos na Austrália pelos imigrantes vindos da Grécia, Turquia, da antiga Iugoslávia, e do Líbano. Os Kebabs normalmente são servidos em pães sírios (pão pita), ao invés de em pão de forma. Nos estados australianos com comunidades gregas maiores que as comunidades de imigrantes do Oriente Médio, os kebabs recebem o nome de souvlaki, gyros ou yiros. Na Austrália Ocidental, os kebabs normalmente vêm acompanhados de um ovo frito.
Kebabs de carne (de vaca ou de carneiro) e de frango podem ser facilmente encontrados em Sydney, onde a maioria dos subúrbios possuem carrinhos e tendas de venda de kebabs. Na Austrália, os kebabs costumam ser servidos com queijo e uma salada que consiste em alface, tomate, cebola e tabule no pão sírio (pita). Os molhos mais comuns são o molho de tomate, ketchup, molho barbeque (BBQ sauce), hummus (feito com Cicer arietinum), molho de alho e molho de chilli ou de chili doce. Os Doner kebabs em Sydney podem ser sevidos com todos os ingredientes colocados dentro ou ao lado do pão sírio em um prato, ou mais frequentemente, com os ingredientes enrolados dentro do pão sírio na forma de um embrulho. Há dois principais meios de servir a versão embrulhada: ele pode ser tostado depois de ser embrulhado, o que gera o efeito do derretimento do queijo e endurecimento do pão, deixando-o dourado e crocante. O método  alternativo é servi-lo sem tostar o pão. Uma forma adicional, a qual é predominante em Canberra, a capital da Austrália, consiste em passar o pão com o recheio sob uma grelha por um minuto. O sanduíche é então enrolado em papel para evitar que o recheio vaze e posto em um pote de papel. Em Brisbane, os Kebabs são na sua maioria influenciados pelo estilo libanês.
Lojas ou vans vendendo kebabs são coloquialmente chamados de "Kebaberies" em algumas partes da Austrália.

### Finlândia
Na Finlândia, os kebabs ganharam grande popularidade desde que os imigrantes turcos começaram a abrir restaurantes e importar sua culinária. Tal popularidade é facilmente percetível no cotidiano finlandês, especialmente nas grandes cidades. Kebabs normalmente são vistos pelos finlandeses como fast-food, normalmente servidos à noite em pizzarias. Existem pelo menos 908 restaurantes em funcionamento, vendendo kebabs  na Finlândia. A carne de vaca é a mais utilizada na preparação dos kebabs finlandeses, ao invés do carneiro devido ao fato de que os finlandeses estão mais familiarizados com seu sabor e consomem carne de vaca muito mais frequentemente do que carne de carneiro, o que significa que a carne de vaca é mais barata e mais disponível. Alguns döners podem ser feitos com misturas de carne de vaca e de carneiro.
Alguns métodos populares para servir kebabs incluem (embora haja diversos outros):
- Rullakebab (lit. "roll kebab"), consiste em carne de kebab, tomate, pickles, pepino e repolho picado ou salada, molho à base de maionese e um molho temperado à base de tomate, tudo enrolado dentro de uma massa de pizza. Um rullakebab médio pode pesar até 1 kg. Uma versão de tamanho maior é chamada de tuplarulla (double-roll), que é idêntica ao rullakebab, mas com quantidade extra de carne. Às vezes, pimentas jalapeño também são servidas junto da carne, embora o mais comum seja o uso de chilies da variedade turca.
- Kebab riisillä (kebab com arroz) e kebab ranskalaisilla (kebab com batatas fritas), kebab e arroz ou batatas fritas são servidos em pratos e normalmente são acompanhados por saladas e molhos de saladas (maionese ou outro molho quente).
- Kebabpizza (pizza de kebab), consiste em uma pizza com kebab e ingredientes picantes como o jalapeño ou chilies turcos como coberturas. Outros ingredientes incluem pickles, salame e tomates.
- Pitakebab (pita kebab) (ou simplesmente kebab no menu), é similar ao tradicional pita kebab (Kebab no pão sírio) servido em vários outros países.

### Canadá
Uma variação do döner kebab é conhecida como Donair. Ela foi introduzida em Halifax, Nova Escócia, Canadá no início da década de 1970. O restaurante King of Donair ou Rei do Donair afirma ter sido, em 1973, o primeiro a servir esse prato.
Nesta versão do döner kebab (o Halifax donair), a carne é fatiada de dentro de um pão grelhado em um espeto vertical, feito de uma combinação de carne picada, farinha ou pedaços de pão, além de diversos temperos, enquanto o molho é feito de leite condensado, açúcar, vinagre, e ocasionalmente alho. A carne e o molho são  servidos enrolados por pão sírio com tomate picado e cebola. Essa versão é geralmente tão cheia de ingredientes, que o pão está presente apenas por tradição; o pão sírio (pita) de qualquer "Haligonian donair" verdadeiro vai estar tão coberto de molho que qualquer tentativa de o pegar com a mão seria inútil.
Essa versião do donair é muito popular no Canadá, sendo que várias lojas de fast food e pizzarias também estão oferecendo donairs em seus menus. Vários deles também oferecem a "donair pizza", que consiste em uma pizza com todos os ingredientes do donair. Donair subs também não são incomuns. A cidade de Halifax, em particular, possui um certo orgulho de ter o donair como a sua própria fast food.
Há longas filas para comprá-los às 3h30m da manhã, logo após os bares fecharem. O molho do donair costumava ser fonecido de graça antes do donair se tornar popular. Agora o molho é vendido a um preço muito baixo junto de pão de alho ou de massa de pizza (ex. "pizza de frango com molho de donair") pelas pizzarias de Halifax e franquias em outras cidades.

### Japão
Os döner kebabs estão começando a ser vistos no Japão, onde são chamados de doneru kebabu. São vendidos predominantemente em vans estacionadas, tendo sido adaptados aos gostos japoneses. A salada é frequentemente omitida em favor de repolho picado e o molho é feito à base de maionese.
Os empregados das tendas de döner kebab (junto daqueles dos restaurantes indianos) estão entre os mais visíveis imigrantes não-asiáticos e não-europeus no Japão. Esse fenómeno passou a prevalecer nos últimos cinco anos e talvez seja um indicativo da mudança de atitude dos japoneses em relação aos estrangeiros.

### Brasil
No Brasil o termo kebab é desconhecido da maioria da população, sendo que os poucos que sabem sobre este são na sua maioria brasileiros que residiram na Alemanha e em outros países da Europa Ocidental, ou estrangeiros. No Brasil o döner kebab é comercializado com o nome de churrasco grego, normalmente em barracas de rua e pequenos estabelecimentos comerciais nos centros das grandes capitais.
Em São Paulo, várias casas de kebabs abriram recentemente, majoritariamente na região da Paulista, mas também em Moema, Pinheiros e Vila Olímpia. A força destas casas fez com que uma das principais revistas brasileiras, a Veja, em sua edição Comer e Beber 2008/2009, abrisse a categoria Melhor Kebab. A rede Koşebaşı, turca, abriu uma filial em São Paulo, seguindo a linha original, mas logo se transformou em um bufê, descaracterizando-se. As demais casas, como a Kebaberia, o Pitta Kebab, King Kebab, Rulla Kebab e Kebabel seguem o estilo europeu, com variância em termos de visual e público-alvo. Um efeito notado pelo sucesso do Kebab Salonu e Pitta Kebab foi a sofisticação das casas em termos de ambiente, muito diferente da simplicidade espartana das casas européias. A maioria delas, no entanto, é criticada por não servir o döner da maneira como é feito tradicionalmente, e sim simplesmente grelhado numa chapa.
Algumas cidades no interior, com alta migração recente de países árabes, como Londrina e Foz do Iguaçu, têm restaurantes que servem kebabs como opção, mas não sendo especializadas nisso. Em Natal foi inaugurado recentemente um restaurante turco especializado em döner kebab, e recentemente uma franquia com origem em Anápolis, Goiás, especializada no alimento, de nome Mojito. Há ainda kebaberias de menor expressão na Zona Sul do Rio de Janeiro e em Salvador.

### França

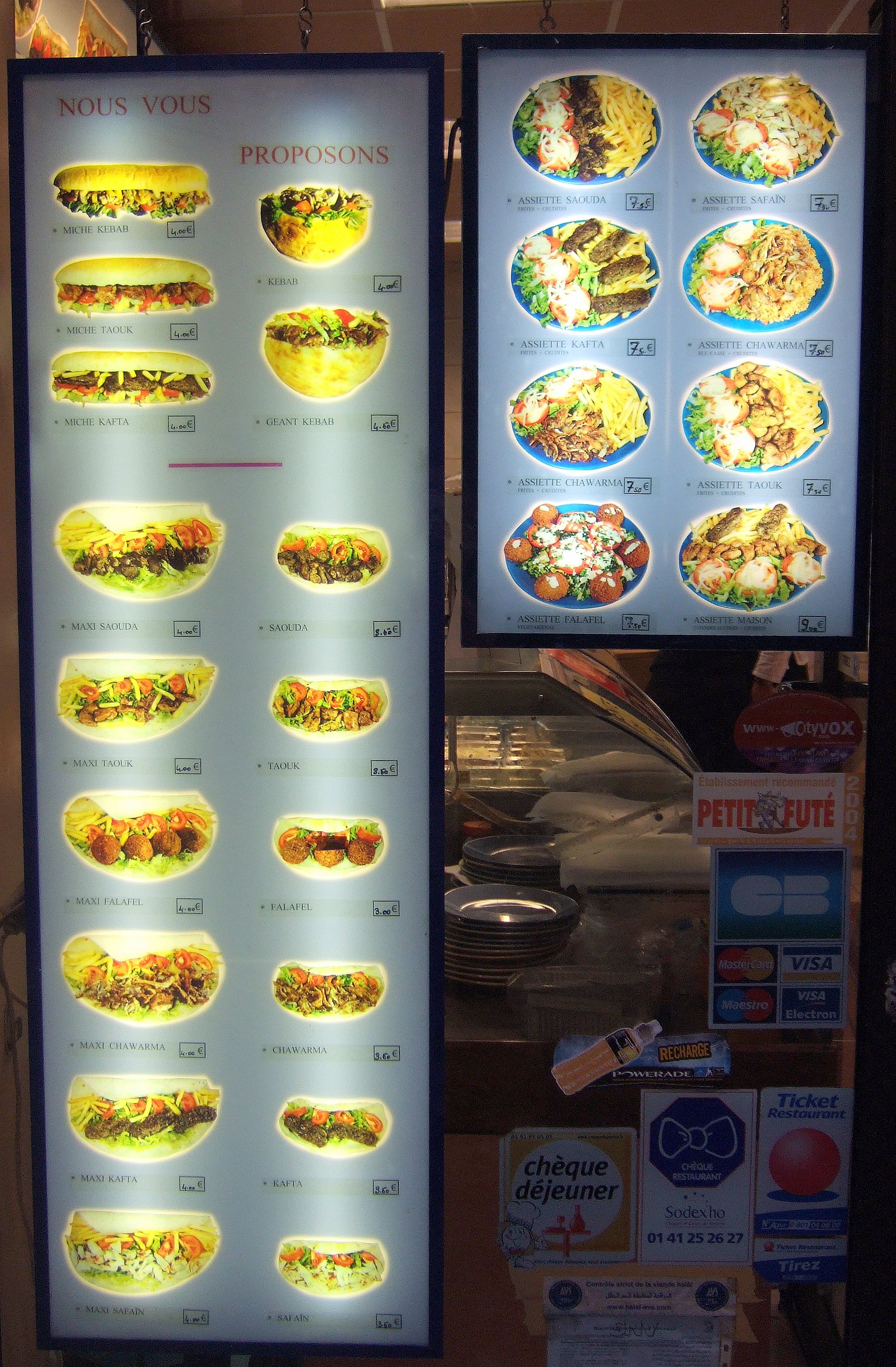
O menu de uma típica loja de kebabs francesa apresenta como opções: carne, frango, faláfel ou salsicha, por aproximadamente 4 €. A refeição completa servida no prato sem o pão custa em torno de 7 €.

Os Kebabs são em conjunto com as pizzas e hambúrgueres, uma das mais comuns opções de fast food, e custam em torno de 4 € em quase todos os lugares. A maioria das tendas de kebab pertencem aos numerosos imigrantes turcos na França. O kebab básico é feito de pão turco recheado com fatias de carne grelhada, cebola e alface, tendo como escolha de molhos o sauce blanche (molho de iogurte com alho e ervas), o harissa (um molho vermelho apimentado original da Tunísia), ketchup, ou diversos outros. Na maioria das ocasiões, o kebab é vendido com batatas fritas ou batata palha dentro do pão. Outras variações incluem peru ou frango, peixe, faláfel ou salsichas, e substituir o pão turco por pão pitta.
Também é possível se encontrar kebaberias em sua vertente libanesa, em estilo rotisserie, em Paris. Nesse caso, não utiliza ketchup e outras liberdades do fast-food, como fritas. Os recheios tendem a ser mais tradicionais da culinária libanesa, como faláfel, kibbeh, baba ghanoush e taboule e não se tem espeto giratório. Você escolhe o recheio exposto na rotisserie, ele é aquecido no microondas e servido no prato ou como um tubo em um pão pita fino e macio.

### Outros
Nos países da Europa ocidental, os döner kebabs são um prato noturno extremamente popular, sendo que suas lojas costumam abrir tarde e preparar os pratos para aqueles que estão saindo à noite (o mesmo sistema das pizzarias no Brasil).
Nos Estados Unidos o döner só é conhecido na sua variante grega, gyros, servido num sanduíche com cebola, tomate e molho de tzatziki. Do contrário, só é disponível em cidades com imigrantes turcos, ou grandes centros como Nova York.